# Réunions
Pour les articles homonymes, voir Réunion.
Réunions est une série télévisée française réalisée par Laurent Dussaux et diffusée sur France 2 à partir du 15 avril 2020. Elle est ensuite diffusée sur France Ô à partir du 2 mai 2020.
Ayant pour acteurs principaux Laëtitia Milot, Loup-Denis Elion, Nicolas Bridet et Sara Martins, elle relate les aventures d'un couple qui hérite d'un hôtel sur l'île de La Réunion.

## Fiche technique
- Réalisation : Laurent Dussaux.
- Création : Isabelle Dubernet et Éric Fuhrer.
- Scénario : Éric Fuhrer, Nicolas Douay et Thomas Bourguignon.
- Production : Thomas Bourguignon et Stéphanie Carrière.
- Coproduction : France Télévisions, Kwaï, Tabo Tabo Films, Tangor.
- Musique originale : Jean-Pierre Taïeb.
- Lieux de tournage : La Réunion.

## Distribution
- Laëtitia Milot : Chloé Delorme, compagne de Jérémy.
- Loup-Denis Elion : Jérémy Rivière, employé des Télécom au chômage.
- Nicolas Bridet :  Antoine Bouville, demi-frère de Jérémy, directeur d’un palace à La Réunion.
- Sara Martins : Victoire, la femme d’Antoine.
- Nicolas Chupin : Dominique « Dom » Leroux, l’ex-mari de Chloé.
- Mathis Larobe : Enzo, le fils de Jérémy et Chloé.
- Marie de Dinechin : Vanessa, la fille de Chloé et Dominique.
- Mattéo Perez : Maxime, le fils de Chloé et Dominique.
- Olenka Ilunga : Lucie, la fille d’Antoine et Victoire.
- Gilles Agelou : Frédéric, le fils d’Antoine et Victoire.
- Delixia Perrine : Viana, la mère de Jérémy.
- Éva Darlan : Jeanne, la mère d'Antoine.
- Pascal Légitimus : Gabriel Payet, le père de Victoire.
- Nawelle Ewad : Anaïs, l’amie de Lucie, petite amie de Maxime.
- Julien Hoareau : Paul.
- Hélène Pageaud : Anne-Laure, employée de l’hôtel Le Lagon, syndicaliste.
- Benjamin Tribes : Jean-Denis, barman de l’hôtel Le Lagon.
- René Sida : Clémenceau.
- Michel Barbe : M. Sommière.
- Audrey Lévy : la proviseure du collège Juliette-Dodu.
- Yoanna Atchama : la prof de sport.
- Nicolas Van Beveren : Gaspard.

## Liste des épisodes

### Épisode 1:Saut dans le vide
- Diffusé le 15 avril 2020 sur France 2.

Chloé Delorme, coiffeuse à Roubaix, et son compagnon Jérémy Rivière, employé des Télécom au chômage, ont de sérieux problèmes financiers, au point d'être menacés d'expulsion de leur maison. Mais trois nouvelles très inattendues pourraient résoudre tous leurs problèmes : Jérémy apprend la mort de son père qu’il n'a jamais connu, l'existence d'un frère nommé Antoine Bouville, et enfin qu'il vient d’hériter de 50 % de l'hôtel que tenait son père à La Réunion. Ils s'envolent rapidement pour l'île, entourés de Dominique, l'ex de Chloé, et des trois enfants. Après une arrivée euphorique dans le palace dont Antoine est le directeur — qu'ils croient être l'hôtel du père décédé —, ils déchantent très vite quand Antoine leur annonce qu'ils héritent en fait non pas du palace mais de l'hôtel Le Lagon, établissement vieillot et en faillite, lamentablement géré par leur père défunt qui avait fini criblé de dettes. Jérémy et Chloé décident de rester malgré tout à La Réunion et de gérer l'hôtel, avec l'aide d'Antoine qui leur promet son soutien.

### Épisode 2:La Gifle
- Diffusé le 15 avril 2020 sur France 2.

Une nouvelle vie commence au grand plaisir de tous. Jérémy et Chloé reprennent en main l'hôtel Le Lagon et constatent le laxisme qui y règne parmi le personnel. Ainsi, le Wi-Fi, pourtant annoncé gratuit, n'a même pas de routeur. Mais Vanessa, très contrariée d'avoir été forcée d'abandonner sa vie de lycéenne et ses amis de Roubaix, se met en tête de pourrir la vie de sa famille pour rentrer en France métropolitaine. Lors d'une dispute entre Frédéric et Vanessa, Victoire met une gifle à cette dernière par réflexe. Une grosse querelle familiale naît alors, très difficile à résoudre malgré plusieurs tentatives de pourparlers. Antoine annonce qu'il va abandonner son poste de directeur pour cogérer l'hôtel Le Lagon avec son frère. Débarque alors Viana, la grand-mère, venue défendre Vanessa qui s'est plainte auprès d'elle de ses problèmes à La Réunion.

### Épisode 3:Mensonges
- Diffusé le 22 avril 2020 sur France 2.

Alors que Vanessa, accro aux réseaux sociaux avec ses amis de métropole, doit renoncer à son retour à Roubaix sur une fin de non-recevoir de sa mère, Viana simule un malaise quand son fils Jérémy la questionne sur son père Jacques. Malgré tout, Viana devient cuisinière de l'hôtel. Jérémy soupçonne Viana d'avoir été l'employée de Jacques par le passé, ce qu'elle nie. Elle lui dit que Jacques n'a été que « le coup d'un soir ». À la suite d'une dispute avec son fils, Viana part reprendre l'avion pour la France. Mais quand Jérémy la rattrape in extremis, elle lui avoue enfin qu'elle a failli avorter à la demande de Jacques.

### Épisode 4:Le Sens de la fête
- Diffusé le 22 avril 2020 sur France 2.

Des travaux s'imposant à l'hôtel, Antoine et Jérémy décident de se priver de salaire pendant un mois. Des petites phrases maladroites à propos de l'argent alourdissent l'ambiance, Antoine se sentant inférieur à Victoire qui vit confortablement de sa fortune familiale, et Chloé ne supportant pas que cette dernière leur offre la charité. Après que des clients ont souhaité davantage d'ambiance à l'hôtel, Chloé et Vanessa organisent une soirée musicale et dansante, aussitôt stoppée par Jérémy et Antoine qui préfèrent que l'hôtel conserve un aspect sélect, chic et guindé. Entre-temps, Chloé, encouragée par Viana, exige de devenir copropriétaire avec Antoine et Jérémy. Celui-ci étant radicalement opposé à l'idée, Chloé, Viana et Dominique se mettent en grève, laissant les deux frères se ridiculiser devant les clients pour leur service incompétent. Finalement, Chloé et Victoire réussissent à imposer la fête à l'hôtel et Jérémy accepte que Chloé devienne copropriétaire.

### Épisode 5:Zizanie
- Diffusé le 29 avril 2020 sur France 2.

Vanessa fait un stage d'observation avec Victoire qu'elle suspecte de tromper Antoine. Elle confie ses doutes à Jérémy qui ne sait comment aider son frère. Il en parle à Chloé et Dom, puis se décide à affronter l'amant en question. De son côté, Maxime ne sait plus comment se comporter avec Anaïs puisqu'une autre fille occupe ses pensées. En triant le linge pour lancer une machine, Chloé découvre que son fils a une vie sexuelle. Une discussion avec Maxime lui fait ouvrir les yeux sur ses propres souhaits vis-à-vis de Jérémy. Finalement mis au courant par son frère de l'infidélité de sa femme, Antoine décide d'avouer à Victoire qu'il l'a lui aussi trompée afin de remettre les compteurs à zéro. Victoire n'ayant en réalité jamais eu d'amant, elle met Antoine à la porte du domicile conjugal, tandis que Chloé demande Jérémy en mariage.

### Épisode 6:La Joyeuse divorcée
- Diffusé le 29 avril 2020 sur France 2.

Quand Jérémy et Chloé se rendent à la mairie pour finaliser les dernières démarches de leur mariage, ils apprennent que Chloé s'est mariée, sur un malentendu, avec Dom à Las Vegas, il y a 20 ans. Ne se sachant pas mariée officiellement, elle n'a jamais divorcé. Chloé tente de convaincre Jérémy qui vit très mal cette situation. Leur couple est en péril. Pendant ce temps, Antoine — toujours en froid avec Victoire — plonge dans la dépression et commet bourde sur bourde, tant au sein de l'hôtel qu'en tentant de reconquérir sa femme. Grâce aux efforts de Chloé pour réunir toute la famille, Dom accepte le divorce et Victoire se réconcilie avec Antoine.

## Audience
Les épisodes du tableau ci-dessous sont présentés dans l'ordre de diffusion sur France 2.
- Le plus haut chiffre d'audience.
- Le plus bas chiffre d'audience.

| Saison | No épisode | 1re diffusion en France | Titre               | Nb. de téléspectateurs | Part d'audience | Réf. |
| ------ | ---------- | ----------------------- | ------------------- | ---------------------- | --------------- | ---- |
| 1      | 1          | 15 avril 2020           | Saut dans le vide   | 3 787 000              | 13,7 %          | ,    |
| 1      | 2          | 15 avril 2020           | La Gifle            | 3 690 000              | 14,6 %          | ,    |
| 1      | 3          | 22 avril 2020           | Mensonges           | 3 310 000              | 11,9 %          | ,    |
| 1      | 4          | 22 avril 2020           | Le Sens de la fête  | 3 120 000              | 12,4 %          | ,    |
| 1      | 5          | 29 avril 2020           | Zizanie             | 3 229 000              | 11,8 %          | ,    |
| 1      | 6          | 29 avril 2020           | La Joyeuse divorcée | 3 030 000              | 12,1 %          | ,    |

## Lieux de tournage
La série est tournée à La Réunion. Le Palm Hotel & Spa apparaît au premier épisode comme étant l'hôtel d'Antoine.